# Paprika Korps

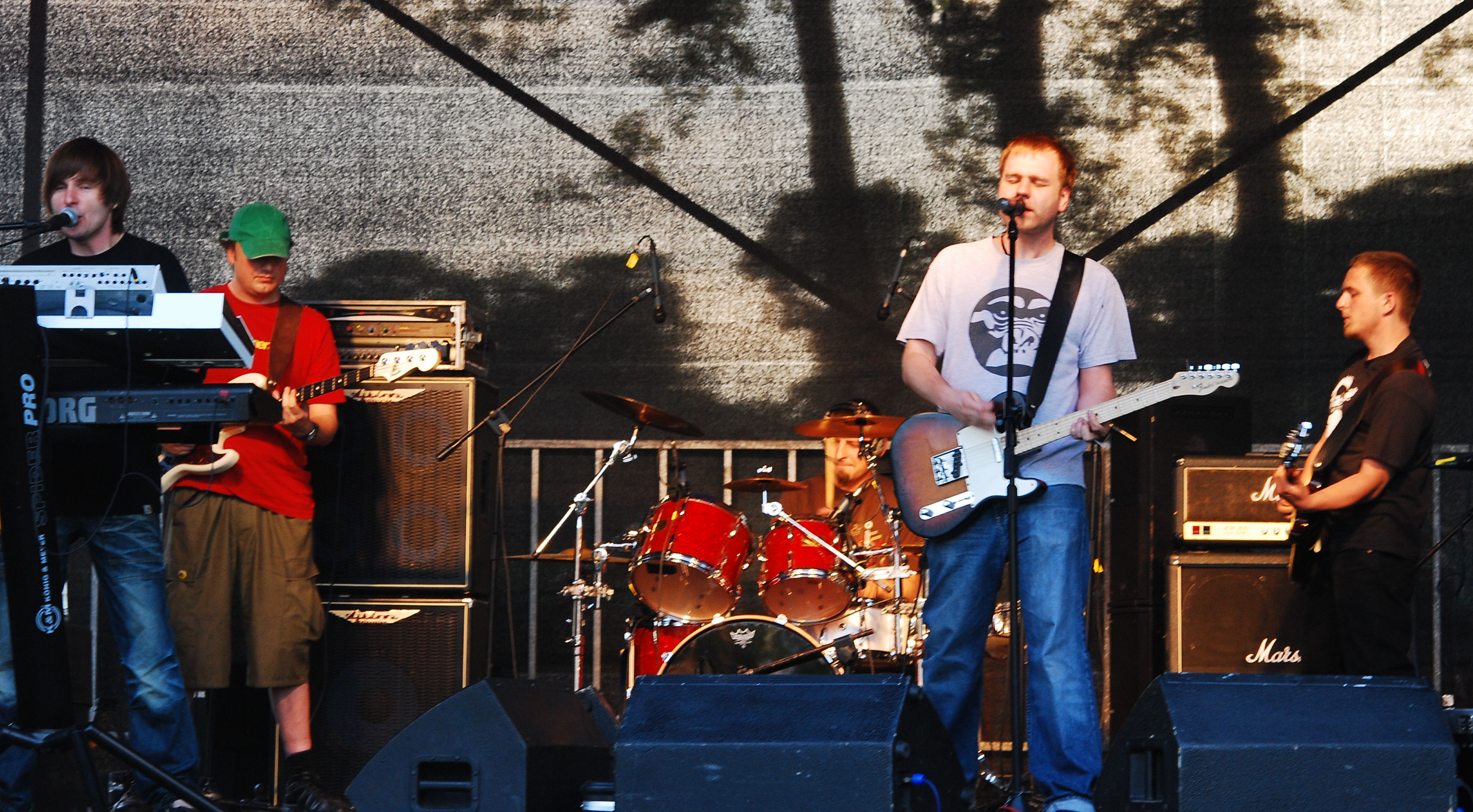
Paprika Korps in Racibórz (2010)

Paprika Korps sind eine polnische Reggae-Band. Sie bezeichnen ihren Stil als „Heavy Reggae Rockers“. Die Musik basiert auf Reggae-Rhythmen mit Dub-Elementen und hat starke  Rock-Einflüsse.

## Geschichte
Im April 1996 im schlesischen Opole als Schülerband gegründet, veröffentlichten sie drei Jahre später ihr erstes Album Kolejny  Krok und erfuhren Anerkennung in der polnischen Musik-Presse.
Anders als bei den meisten polnischen Reggae-Gruppen, die sich damals klar am Roots Reggae der jamaikanischen und britischen Vorbilder orientierten, flossen bei Paprika Korps von Beginn an stärker Einflüsse aus Rock und Punk ein, die ihren Stil besonders prägten. Nicht ohne Grund wurde Kolejny  Krok auch im Studio der in Polen populären Punk-Band Pidżama Porno eingespielt. Seit dem Jahr 2000 ist Paprika Korps die wohl am meisten tourende Reggae-Band Polens.
Unterstützt vom Erfolg des im Jahr 2001 folgenden zweiten Albums Przede wszystkim  muzyki, das im Studio Czad in der Nähe von Posen eingespielt wurde und auch vier Remixe der bekanntesten polnischen Dub-Produzenten enthält, erreichte sie das Publikum auch in Moskau, Finnland, Irland, Kroatien, Norwegen und in anderen Ländern. Der Song Facts of life wurde 2001 zum meistgespielten Song der einzigen alternativen polnischen Radiostation RADIOSTACJA.
2002 und 2003 tourten Paprika Korps insgesamt jeweils dreimal durch verschiedene Länder Europas und nahmen dann im Dezember 2003 ihr drittes Album telewizor auf. Auf diesem Album sind auch die Bläser der Dresdner Ska-Band Yellow Umbrella zu hören.
2004 und 2005 spielten Paprika Korps auf dem Ostróda Reggae Festiwal. 2006 erschien ihr Album telewizor in einer deutschen Sonderausgabe beim Berliner Label Moanin' Musikproduktionen. Im März 2007 erschien das fünfte Studioalbum magnetofon in Polen und in Deutschland. Am 18. März 2010 wurde „Metalchem“ in Polen veröffentlicht. In Deutschland, der Schweiz, Österreich und Benelux erschien das Album am 25. Juli 2010 erneut bei moanin’.

## Mitglieder
- Marcin Matlak (Gitarre, Gesang)
- Piotr Maślanka (u. a. Keyboard, Gesang, Melodica)
- Łukasz Rusinek (Gitarre)
- Tomasz Krawczyk (Bass)
- Aleksander Żeliźniak (Schlagzeug)
- Jakub Łukaszewski (Ton-Ingenieur)